# Enaldinho
 (août 2024).
Enaldo Lopes de Oliveira Filho, surnommé Enaldinho, né le 26 mars 1998 à Belo Horizonte (Brésil), est un youtubeur et un influenceur numérique brésilien. 
Avec 37,9 millions d'abonnés et 15,6 milliards de vues, il est devenu l'un des youtubeurs les plus influents d'Amérique latine, récompensé aux Streamy Awards en 2019,.